# Parc Boisé
Le parc Boisé est un parc urbain de l'île de La Réunion, département d'outre-mer français dans le sud-ouest de l'océan Indien. Il est situé sur le territoire de la commune du Port, au nord-ouest de l'île. D'une superficie de 17 hectares, il comprend un plan d'eau au centre duquel se trouve un îlot, l'île aux Oiseaux. Un bâtiment y accueille également depuis 2004 l'insectarium de La Réunion.

## Annexe